# واباش نشنال
واباش نشنال (انگلیسی: Wabash National) شرکت ترابری آمریکایی است، که در سال ۱۹۸۵ تأسیس شد.